# 9 de 7
El 9 de 7 és un castell de 7 pisos i 9 castellers a cada pis. És d'estructura composta i consta d'un tres central, amb un dos (o torre) adossat a cadascun de les rengles del tres.
És un castell molt inusual atès que requereix un gran nombre de castellers, tant a la pinya, com al tronc i a la canalla, i quan les colles disposen d'aquests efectius, prefereixen tirar castells de dificultat superior.

## Variants
Es pot realitzar amb dues variants. Ambdues modalitats, però, presenten diferents dificultats.

### Amb un enxaneta
En la modalitat d'una enxaneta, aquesta corona els tres poms de les torres successivament. Aquesta modalitat ocasiona que el castell estigui molta estona esperant que l'enxaneta coroni tots els poms i va restant resistència al castell.

### Amb tres enxanetes
Per altra banda, la modalitat de tres enxanetes, cadascuna d'elles corona una torre. Això provoca més moviment al tenir més canalla pujant i baixant successivament però es guanya velocitat al coronar els tres poms alhora. Cal tenir en compte que aquesta modalitat requereix tenir tres poms de castell complet.

## Colles
Actualment hi ha 25 colles castelleres que han descarregat el 9 de 7. La taula següent mostra la data, diada i plaça en què les colles el carregaren i/o descarregaren per primera vegada en el segle xx o xxi:
| Núm. | Colla                                | Carregat               | Diada                                                              | Plaça                                      | Descarregat            | Diada                                                              | Plaça                                      |
| ---- | ------------------------------------ | ---------------------- | ------------------------------------------------------------------ | ------------------------------------------ | ---------------------- | ------------------------------------------------------------------ | ------------------------------------------ |
| 1    | Castellers de Vilafranca             | 11 de desembre de 1988 | Diada de la Colla "bis"                                            | Rambla de la Verge, Vilafranca del Penedès | 11 de desembre de 1988 | Diada de la Colla "bis"                                            | Rambla de la Verge, Vilafranca del Penedès |
| 2    | Minyons de Terrassa                  | 12 d'octubre de 1995   | Diada castellera                                                   | Verdú                                      | 12 d'octubre de 1995   | Diada castellera                                                   | Verdú                                      |
| 3    | Colla Vella dels Xiquets de Valls    | 20 de juliol de 1996   | Festa Major de la Cooperativa de Vivendes de la Colla Vella        | Valls                                      | 20 de juliol de 1996   | Festa Major de la Cooperativa de Vivendes de la Colla Vella        | Valls                                      |
| 4    | Castellers de Barcelona              | 15 de novembre de 1998 | Festa Major del Clot                                               | El Clot, Barcelona                         | 15 de novembre de 1998 | Festa Major del Clot                                               | El Clot, Barcelona                         |
| 5    | Xics de Granollers                   | 9 de novembre de 2003  | Diada dels Xics de Granollers                                      | Plaça de la Porxada, Granollers            | 9 de novembre de 2003  | Diada dels Xics de Granollers                                      | Plaça de la Porxada, Granollers            |
| 6    | Capgrossos de Mataró                 | 5 de novembre de 2006  | 11a Diada dels Capgrossos                                          | Mataró                                     | 5 de novembre de 2006  | 11a Diada dels Capgrossos                                          | Mataró                                     |
| 7    | Castellers de Sants                  | 19 de novembre de 2006 | Diada dels Castellers de la Vila de Gràcia                         | Plaça de la Vila de Gràcia, Barcelona      | 19 de novembre de 2006 | Diada dels Castellers de la Vila de Gràcia                         | Plaça de la Vila de Gràcia, Barcelona      |
| 8    | Colla Joves Xiquets de Valls         | 3 d'agost de 2008      | 19è Aplec Internacional de la Sardana i Mostra de Grups Folklòrics | Tallinn, Estònia                           | 3 d'agost de 2008      | 19è Aplec Internacional de la Sardana i Mostra de Grups Folklòrics | Tallin, Estònia                            |
| 9    | Colla Jove Xiquets de Tarragona      | 25 d'octubre de 2008   | V Diada de l'Esperidió                                             | Plaça del Rei, Tarragona                   | 25 d'octubre de 2008   | V Diada de l'Esperidió                                             | Plaça del Rei, Tarragona                   |
| 10   | Sagals d'Osona                       | 6 de novembre de 2011  | XIII Diada dels Sagals d'Osona                                     | La Central, Vic                            | 6 de novembre de 2011  | XIII Diada dels Sagals d'Osona                                     | La Central, Vic                            |
| 11   | Moixiganguers d'Igualada             | 6 d'octubre de 2012    | XXIV Concurs de castells de Tarragona                              | Tarraco Arena Plaça, Tarragona             | 6 d'octubre de 2012    | XXIV Concurs de castells de Tarragona                              | Tarraco Arena Plaça, Tarragona             |
| 12   | Castellers de la Vila de Gràcia      | 20 d'agost de 2014     | Diada de Completes de la Festa Major de Gràcia                     | Plaça de la Vila de Gràcia, Barcelona      | 20 d'agost de 2014     | Diada de Completes de la Festa Major de Gràcia                     | Plaça de la Vila de Gràcia, Barcelona      |
| 13   | Bordegassos de Vilanova              | 4 d'octubre de 2014    | XXV Concurs de castells de Tarragona                               | Tarraco Arena Plaça, Tarragona             | 4 d'octubre de 2014    | XXV Concurs de castells de Tarragona                               | Tarraco Arena Plaça, Tarragona             |
| 14   | Xiquets del Serrallo                 | 4 d'octubre de 2014    | XXV Concurs de castells de Tarragona                               | Tarraco Arena Plaça, Tarragona             | 5 d'octubre de 2024    | XXIX Concurs de castells de Tarragona                              | Tarraco Arena Plaça, Tarragona             |
| 15   | Marrecs de Salt                      | 4 d'octubre de 2014    | XXV Concurs de castells de Tarragona                               | Tarraco Arena Plaça, Tarragona             | 4 d'octubre de 2014    | XXV Concurs de castells de Tarragona                               | Tarraco Arena Plaça, Tarragona             |
| 16   | Castellers de Terrassa               | 2 de novembre de 2014  |                                                                    | Terrassa                                   | 2 de novembre de 2014  |                                                                    | Terrassa                                   |
| 17   | Xiquets de Tarragona                 | 9 de novembre de 2014  |                                                                    | Altafulla                                  | 9 de novembre de 2014  |                                                                    | Altafulla                                  |
| 18   | Arreplegats de la Zona Universitària | 7 de maig de 2015      |                                                                    | Campus Nord, Barcelona                     | 7 de maig de 2015      |                                                                    | Campus Nord, Barcelona                     |
| 19   | Castellers de Sabadell               | 7 de juny de 2015      | Aniversari dels Castellers de Sabadell                             | Plaça del Mercat, Sabadell                 | 7 de juny de 2015      | Aniversari dels Castellers de Sabadell                             | Plaça del Mercat, Sabadell                 |
| 20   | Castellers d'Esplugues               | 20 de setembre de 2015 |                                                                    | Esplugues de Llobregat                     | 20 de setembre de 2015 |                                                                    | Esplugues de Llobregat                     |
| 21   | Castellers de Sant Cugat             | 8 de novembre de 2015  |                                                                    | Cerdanyola del Vallès                      | 8 de novembre de 2015  |                                                                    | Cerdanyola del Vallès                      |
| 22   | Xiquets de Reus                      | 29 de juny de 2016     | Diada de Sant Pere                                                 | Plaça del Mercadal, Reus                   | 29 de juny de 2016     | Diada de Sant Pere                                                 | Plaça del Mercadal, Reus                   |
| 23   | Xicots de Vilafranca                 | 23 d'abril de 2017     | Diada d'inici de temporada dels Xicots de Vilafranca               | Plaça del Penedès, Vilafranca del Penedès  | 23 d'abril de 2017     | Diada d'inici de temporada dels Xicots de Vilafranca               | Plaça del Penedès, Vilafranca del Penedès  |
| 24   | Nens del Vendrell                    | 20 d'octubre de 2018   | 16a. Diada de l'Esperidió                                          | Pla de la Seu, Tarragona                   | 20 d'octubre de 2018   | 16a. Diada de l'Esperidió                                          | Pla de la Seu, Tarragona                   |
| 25   | Colla Castellera Jove de Barcelona   | 5 d'octubre de 2024    | XXIX Concurs de castells de Tarragona                              | Tarraco Arena Plaça, Tarragona             | 5 d'octubre de 2024    | XXIX Concurs de castells de Tarragona                              | Tarraco Arena Plaça, Tarragona             |

### No assolit
Actualment hi ha 1 colla castellera que ha intentat el 9 de 7, és a dir, que l'ha assajat i portat a plaça però que no l'ha carregat mai. La taula següent mostra la data, diada i plaça en què la colla l'intentà per primera vegada:
| Núm. | Colla              | Intent              | Diada                                        | Plaça                            |
| ---- | ------------------ | ------------------- | -------------------------------------------- | -------------------------------- |
| 1    | Minyons de l'Arboç | 6 d'octubre de 2013 | IX Concurs de castells Vila de Torredembarra | Plaça del Castell, Torredembarra |

## Estadística

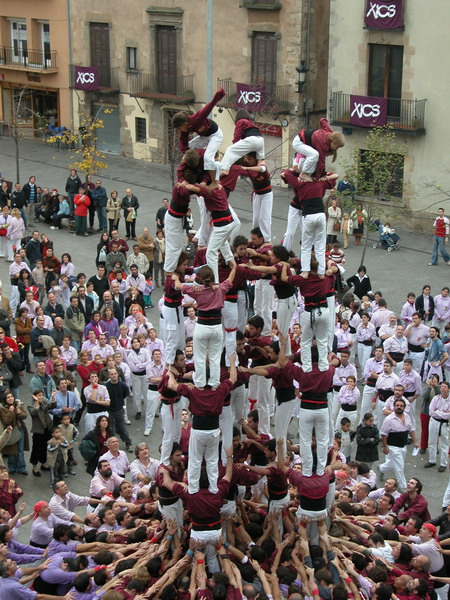
Primer 9 de 7 descarregat pels Xics de Granollers (2003)

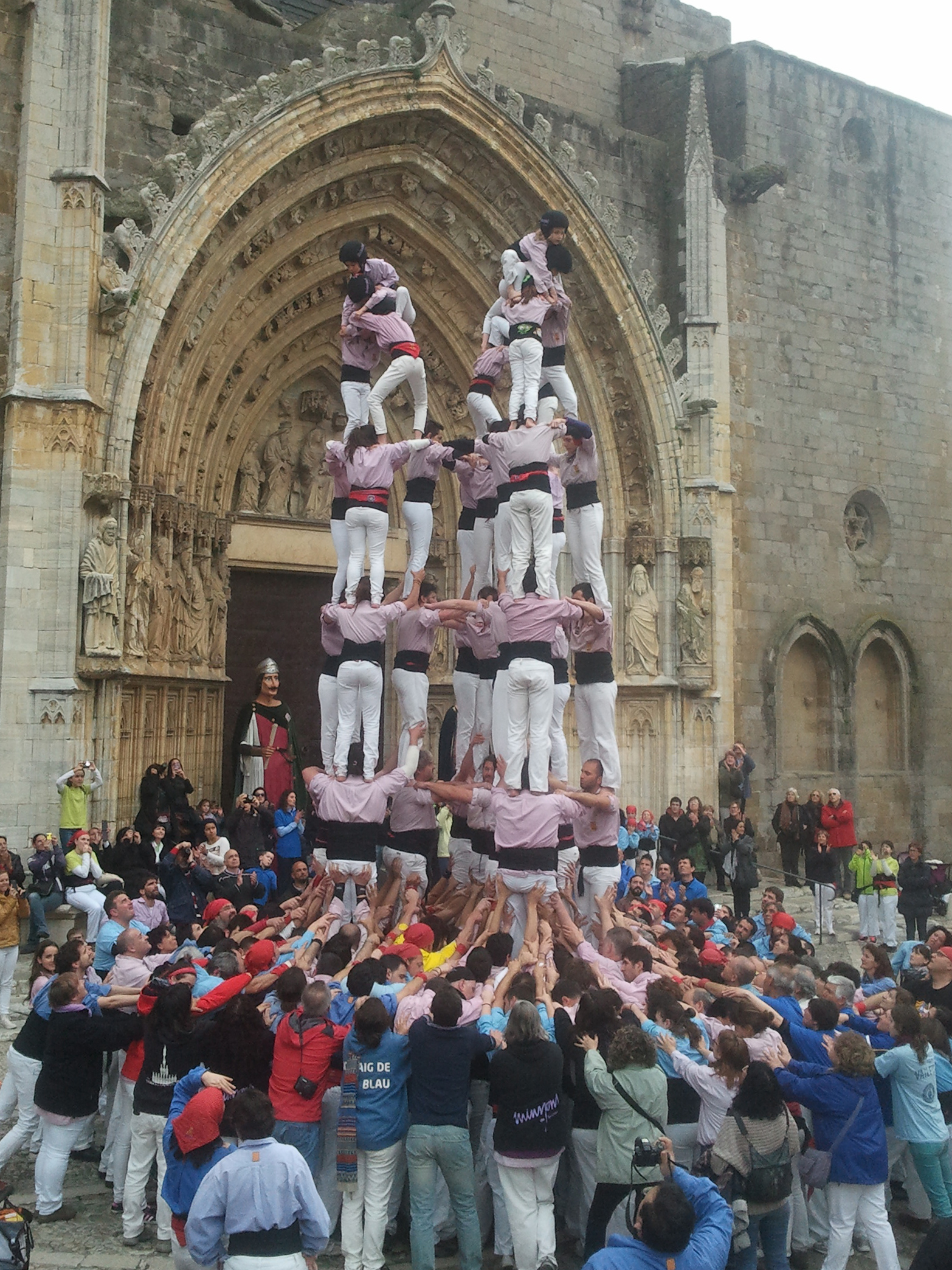
9 de 7 dels Minyons de Terrassa el dia del bateig dels Vailets de l'Empordà a Castelló d'Empúries (2014)

| Resultat              |
| --------------------- |
| Descarregat (D)       |
| Carregat (C)          |
| Intent (I)            |
| Intent desmuntat (ID) |

Actualitzat a 31 de desembre de 2024

### Nombre de vegades
Fins a l'actualitat, i en l'era moderna, 26 colles diferents han fet temptatives d'aquest castell. A continuació hi ha les seves dades estadístiques.
Llegenda
Ass.: assolit (descarregat + carregat)
No ass.: no assolit (intent + intent desmuntat)
Caig.: caigudes (carregat + intent)
| Colla                                | Resultats globals | Resultats globals | Resultats globals | Resultats globals | Total | Resultats parcials | Resultats parcials | Resultats parcials |
| Colla                                | D                 | C                 | I                 | ID                | Total | Ass.               | No ass.            | Caig.              |
| ------------------------------------ | ----------------- | ----------------- | ----------------- | ----------------- | ----- | ------------------ | ------------------ | ------------------ |
| Castellers de Vilafranca             | 27                | 1                 | 0                 | 1                 | 29    | 28                 | 1                  | 1                  |
| Colla Jove Xiquets de Tarragona      | 25                | 0                 | 0                 | 0                 | 25    | 25                 | 0                  | 0                  |
| Colla Vella dels Xiquets de Valls    | 24                | 1                 | 1                 | 0                 | 26    | 25                 | 1                  | 2                  |
| Capgrossos de Mataró                 | 13                | 0                 | 0                 | 1                 | 14    | 13                 | 1                  | 0                  |
| Castellers de Sants                  | 11                | 0                 | 1                 | 1                 | 13    | 11                 | 2                  | 1                  |
| Minyons de Terrassa                  | 10                | 0                 | 0                 | 1                 | 11    | 10                 | 1                  | 0                  |
| Castellers de Barcelona              | 9                 | 0                 | 2                 | 0                 | 11    | 9                  | 2                  | 2                  |
| Marrecs de Salt                      | 8                 | 0                 | 0                 | 1                 | 9     | 8                  | 1                  | 0                  |
| Colla Joves Xiquets de Valls         | 7                 | 0                 | 0                 | 0                 | 7     | 7                  | 0                  | 0                  |
| Castellers de Sant Cugat             | 7                 | 0                 | 0                 | 0                 | 7     | 7                  | 0                  | 0                  |
| Moixiganguers d'Igualada             | 7                 | 0                 | 0                 | 0                 | 7     | 7                  | 0                  | 0                  |
| Castellers de la Vila de Gràcia      | 7                 | 0                 | 0                 | 0                 | 7     | 7                  | 0                  | 0                  |
| Castellers de Terrassa               | 6                 | 0                 | 0                 | 1                 | 7     | 6                  | 1                  | 0                  |
| Sagals d'Osona                       | 5                 | 0                 | 0                 | 0                 | 5     | 5                  | 0                  | 0                  |
| Xics de Granollers                   | 4                 | 0                 | 0                 | 1                 | 5     | 4                  | 1                  | 0                  |
| Castellers de Sabadell               | 4                 | 0                 | 0                 | 0                 | 4     | 4                  | 0                  | 0                  |
| Bordegassos de Vilanova              | 3                 | 1                 | 0                 | 1                 | 5     | 4                  | 1                  | 1                  |
| Xiquets de Tarragona                 | 3                 | 0                 | 0                 | 1                 | 4     | 3                  | 1                  | 0                  |
| Xicots de Vilafranca                 | 2                 | 0                 | 1                 | 0                 | 3     | 2                  | 1                  | 1                  |
| Xiquets de Reus                      | 2                 | 0                 | 0                 | 0                 | 2     | 2                  | 0                  | 0                  |
| Castellers d'Esplugues               | 2                 | 0                 | 0                 | 0                 | 2     | 2                  | 0                  | 0                  |
| Xiquets del Serrallo                 | 1                 | 1                 | 0                 | 0                 | 2     | 2                  | 0                  | 1                  |
| Nens del Vendrell                    | 1                 | 0                 | 0                 | 1                 | 2     | 1                  | 1                  | 0                  |
| Arreplegats de la Zona Universitària | 1                 | 0                 | 0                 | 0                 | 1     | 1                  | 0                  | 0                  |
| Colla Castellera Jove de Barcelona   | 1                 | 0                 | 0                 | 0                 | 1     | 1                  | 0                  | 0                  |
| Minyons de l'Arboç                   | 0                 | 0                 | 1                 | 0                 | 1     | 0                  | 1                  | 1                  |
| Total                                | 190               | 4                 | 6                 | 10                | 210   | 194                | 16                 | 10                 |